# Dušan Mevlja
Dušan Mevlja, slovenski gledališki igralec, pisatelj in urednik, * 30. marec 1920, Maribor, † 25. julij 2008, Maribor.

## Življenjepis
Dušan Mevlja izhaja iz družine, ki so jo okoliščine po prvi svetovni vojni pripeljale iz Trsta v Maribor. Po končani osnovni šoli je na učiteljišču v Mariboru končal dva letnika, nato pa so ga zaradi suma, da je član ilegalne mladinske organizacije, izključili. Preselil se je v Ljubljano, se vpisal na igralsko šolo na konservatoriju in leta 1943 odšel v partizane; pridružil se je Slovenskemu narodnemu gledališču na osvobojenem ozemlju v Beli Krajini. Po koncu vojne je postal član mariborske Drame. Igral je predvsem komične in tragikomične vloge, 19 let pa je urejal tudi gledališki list za Dramo in Opero. Kot humorist in satirik je bil med uredniki in sodelavci mariborskega Totega lista in eden prvih in stalnih sodelavcev Pavlihe. Za dolgoletno umetniško delo v gledališču je dobil naziv »ambasador Slovenskega narodnega gledališča Maribor«, nekaj pred smrtjo pa še priznanje »pečat mesta Maribor«. Umrl je v domu za ostarele na Taboru v Mariboru.

## Literarno delo
Mevlja je pisal je humoreske, anekdote, satire in aforizme, pesmi ter dramske tekste in mladinsko literaturo. Mnoga njegova dela se nanašajo na življenje iz gledališkega sveta (Gledališke humoreske, 1953; Smeh za kulisami, 1969). V pesmih je izpovedoval predvsem satiro. Leta 1990 je izdal izbor Oporoka v katerem objaljene pesmi iz že prej objaljenih pesniških zbirk. Knjiga črtic in novel o vojni in povojnih časih Mornar na suhem je izšla 1970).